# Bezirk Sereth
Der Bezirk Sereth (rumänisch: Siret; ruthenisch: Seret) war ein Politischer Bezirk im Herzogtum Bukowina. Der Bezirk umfasste Gebiete im Osten der Bukowina. Sitz der Bezirkshauptmannschaft war die Kleinstadt Sereth (Siret). Das Gebiet wurde nach dem Ersten Weltkrieg Rumänien zugeschlagen und ist heute Teil des rumänischen Anteils der Bukowina im Nordosten Rumäniens.

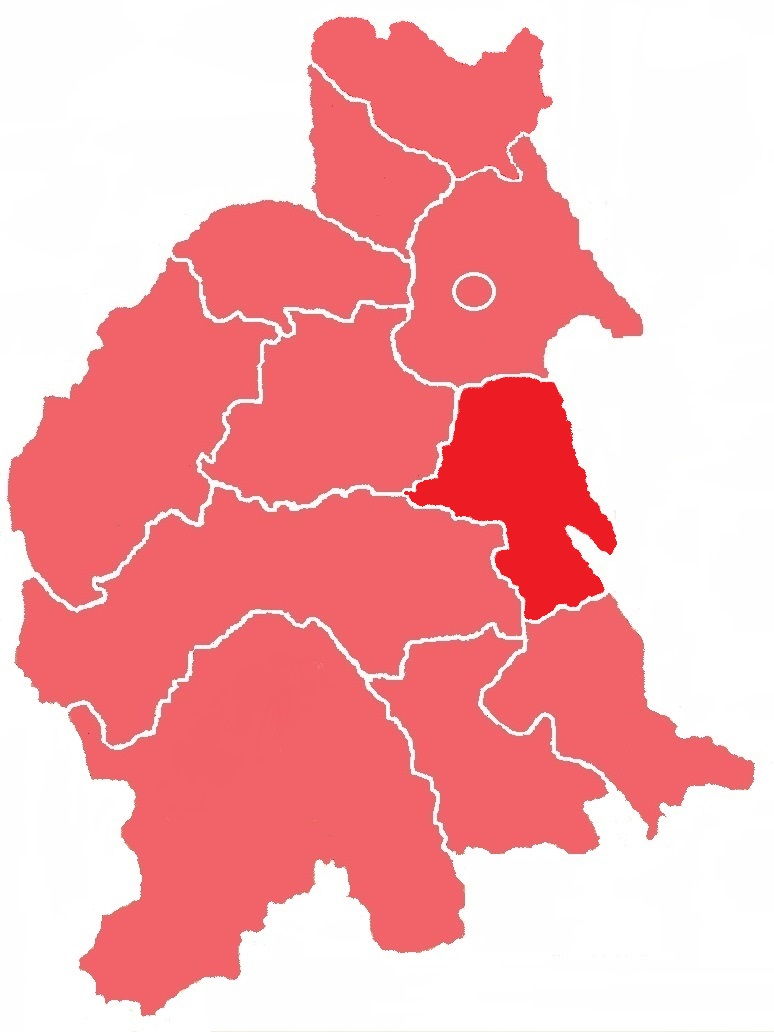
Lagekarte des Bezirks Sereth innerhalb des Herzogtums Bukowina (1910)

## Geschichte
Die modernen, politischen Bezirke der Habsburgermonarchie wurden um das Jahr 1868 im Zuge der Trennung der politischen von der judikativen Verwaltung geschaffen. Der Bezirk Sereth  wurde 1868 aus dem gleichnamigen Gerichtsbezirk Sereth  gebildet.
Im Bezirk Sereth lebten im Jahr 1869 46.929 Menschen, bis zum Jahr 1900 erhöhte sich die Einwohnerzahl auf  60.743 Personen. Von der Bevölkerung hatten 1900 26.155 Ruthenisch (43,06 %) als Umgangssprache angegeben, 16.171 Personen sprachen Rumänisch (26,62 %), 10.012 Deutsch (16,48  %) und 8.161 eine andere Sprache (13,44 %). Der Bezirk umfasste 1900 eine Fläche von 518,80 km² sowie einem Gerichtsbezirk mit 39 Gemeinden und 24 Gutsgebieten.
| Jahr | Ein- wohner | Deutsch- sprachige | Ruthenisch- sprachige | Rumänisch- sprachige | Anders- sprachige |
| ---- | ----------- | ------------------ | --------------------- | -------------------- | ----------------- |
| 1869 | 46.929      |                    |                       |                      |                   |
| 1880 | 49.804      | 8.296              | 18.827                | 11.804               | 7.646             |
| 1890 | 54.124      | 9.101              | 22.849                | 14.608               | 7.414             |
| 1900 | 60.743      | 10.012             | 26.155                | 16.171               | 8.161             |

## Ortschaften
Auf dem Gebiet des Bezirks bestand 1910 ein Bezirksgericht in Sereth, diesem waren folgende Orte zugeordnet:
Gerichtsbezirk Sereth:
- Stadt Sereth